# 形質
形質（けいしつ、trait, character）とは、生物のもつ性質や特徴のこと。
遺伝によって子孫に伝えられる形質を特に遺伝形質と呼ぶが、単に形質と言えば遺伝形質のことを指すことが多い。たとえば髪の色は形質であり、遺伝形質である。また髪の色そのもののこと（黒や白や茶色など）を形質状態と言う。元々は種を見分けるための形態を意味する言葉であった。

## 定義・概要
形質とは、生物が示し、遺伝によって子孫に伝えられる性質のこと。以下に大分される。
- 形態形質：形状、サイズ、色など
- 生態形質：生活史、行動など
- 生理形質：耐性、至適温度など
- 分子形質：核型、遺伝子配置、遺伝子型、塩基配列など

例えば、植物が対象であれば、次のようなものがある。
- 形、色、大きさなどの外観（形態）として観察される性質
- 花が咲く時期（開花期）など観察できる生理的な性質
- 果実の甘さ（糖含量などの成分）や病気などに対する抵抗性などの外観から判りにくい生理的な性質

動物では以下のものも含まれる。
- 特定の状況下での行動の傾向（行動形質）

分子形質では、形質が実際に表現されたものを表現型という。両者は混同されがちだが、形質は性質そのものであり、表現型は形質が実現化したものである。例えば、人の「ABO式血液型」は形質であり、個人の「A型・B型・AB型・O型」が表現型である。
形質の取りうる状態を形質状態という。たとえば、花の色は形質、花の色が赤いという状態は形質状態である。

## 質的形質と量的形質
動植物の形質を量的形質と質的形質とに大別する分類がある。
質的形質（離散形質）
形態では、ある/なし、尖っている/丸い、1本/2本/3本など、分子では人間のABO式血液型や米のもち（糯）・うるち（粳）性のように、不連続で質的な違いとして示される形質。少数あるいは単一の遺伝子座の影響を受ける。
- （例）1遺伝子座のとき遺伝様式

両親のある遺伝子座の遺伝子型をAAとaaとする。雑種第1代 (F1) はAaの1種類。F1どうしの交配による雑種第2代 (F2) は、AA:Aa:aa = 1:2:1に分離。
量的形質（連続形質）
人間の身長や胸囲など身体の各部の大きさのように、連続した実数で示される形質。複数染色体上の多数の遺伝子座の影響を受ける。遺伝だけでなく環境も影響する。
従来の遺伝学では、作用力が小さい多数の遺伝子（微働遺伝子あるいはポリジーン）によって支配されると説明されてきた。近年広まった量的形質遺伝子座 (QTL) の概念を用いると、微働遺伝子はQTLに座乗する遺伝子とも説明できる。
なお、遺伝子レベルでは、量的あるいは質的という区分は、便宜上の区分と言ってもいい。一つの形質が、大きな作用を持つ遺伝子（主働遺伝子）と同時に効果の小さな遺伝子（微働遺伝子）に支配されている場合もある。そのとき、主働遺伝子だけに着目するなら質的な取り扱いができ、微働遺伝子も同時に着目するなら量的な取り扱いをすることになる。
大きな作用を持つ遺伝子がなく、効果の小さい多数の遺伝子のみが関与する場合でも、ある/ないの2値形質や、不連続形質、いくつかの型に分類できるカテゴリー形質となることがある。そのような場合も量的形質としての研究対象となる。例を挙げると、利き手（右利き/左利き）、多因子性疾患の有無（糖尿病、統合失調症など）、ブタが一回の出産で産む子の数、行動特性（数段階に分けた喫煙の頻度など）がある。
- 一つの形質が質的でも量的でもある例 イネ品種の米のアミロース含量（ご飯の粘り気）

質的形質であるもち・うるち性は、対立遺伝子である2つの遺伝子、優性のうるち遺伝子と劣性のもち遺伝子に支配される形質である。その差は精米の外観や炊いたご飯の粘りとして観察される。この違いは米に含まれる2種類の澱粉の違いであり、もち米の澱粉はほぼアミロペクチン100%であるのに対し、うるち米の澱粉はもち米にはないアミロースも含んでいる。（もち米参照）
しかしながら、うるち品種の間でも、米のアミロース含量は15%から25%程度とばらつきがある。その違いには複数の遺伝子座が関与しており、うるち品種のアミロース含量という形質は量的形質といえる。

## 形質発現
形質は遺伝するものであるから、その元の情報は遺伝子にある。個体が持つ遺伝子型が表現型として現れることを形質発現または単に発現という。形質発現は、遺伝子の影響だけではなく、環境の影響も同時に受ける。形態的形質が環境に影響を受け、表現型が変わることを表現型の可塑性という。草木の高さのように表現型が測定値として示されるような形質では、測定値のばらつきの原因の1つとして環境が作用する。
（注）分子生物学分野では、遺伝子から情報が写し取られ生体機能を持つ分子（タンパク質・rRNA・tRNA）が合成されること（遺伝子発現）を単に発現と呼ぶ。